# 巴尔齐奥
巴尔齐奥（義大利語：Barzio），是意大利莱科省的一个市镇，距离省首府莱科12公里。总面积21平方公里，人口1306人，人口密度62.2人/平方公里（2009年）。国家统计（ISTAT）代码为097007。

## 友好城市
- 法國马格朗